# Улица Кеннеди (Стамбул)
Улица Кеннеди (тур. Kennedy Caddesi) — 13-километровая улица в Стамбуле, Турция, построенная в середине XX века, идущая от станции Сиркеджи в направлении района Бакыркёй и международного аэропорта имени Ататюрка. Улица получила название в честь 35-го президента США Джона Ф. Кеннеди.

## Расположение
Большая часть улицы Кеннеди пролегает вдоль Константинопольских стен по берегу Мраморного моря. После начала возле вокзала Сиркеджи улица следует на восток по южному берегу залива Золотой Рог по направлению к месту впадения Босфора в Мраморное море. На мысе Сарайбурну улица поворачивает на юг и следует по его восточной стороне, между Босфором и дворцом Топкапы. После маяка Ахыркапы и дворца Буколеон, дорога поворачивает на запад по направлению к западному Стамбулу и аэропорту, проходя рядом с Церковью Святых Сергия и Вакха, Константинопольским патриархатом Армянской апостольской церкви и большой пристанью в районе Йеникапы. Формально улица Кеннеди заканчивается в районе пристани Атакёя, переходя в улицу Рауф Орбая.

## Достопримечательности
На своём пути от вокзала Сиркеджи вдоль улицы расположено несколько исторических и культурных объектов (указаны только те, на которые можно попасть напрямую с улицы):
- Стены Константинополя (413 год);
- Маяк Ахыркапы (1857 год);
- Императорские морские ворота (Çatladı Kapı);
- Дворец Буколеон (V век);
- Парк Коча Мустафа-паши;
- Парк Сахил;
- Рыбный музей;